# Karlsfeld
Karlsfeld er en kommune i Landkreis Dachau, i Regierungsbezirk Oberbayern i den tyske delstat Bayern, med godt 18.100 indbyggere.

## Geografi
Karlsfeld ligger få kilometer sydøst for byen Dachau, og er nærmest en forstad til denne.
Der er 4 bydele i Karlsfeld:
1. Karlsfeld
2. Obergrashof
3. Rothschwaige
4. Waldschwaige